# Gabriel Basso
Louis Gabriel Basso III (St. Louis, Missouri, 11 de dezembro de 1994) é um ator estadunidense. 
Ele é conhecido pelos seus papeis na série The Big C, no filme Super 8 e no filme independente The Kings of Summer. Atualmente é baterista da banda Freeze Tag, antes conhecida como Years Later.
Em 2023 ele estreou como protagonista, Peter Sutherland Jr., na série da Netflix, The Night Agent.

## Início da vida
Louis Gabriel Basso III nasceu em St. Louis, Missouri, filho de Marcia e Louis J. Basso. Ele foi educado em casa quando criança, junto com suas duas irmãs, as atrizes Alexandra e Annalize Basso. Sua família frequentou a Grace Doctrine Church em St. Charles, Missouri. Basso inicialmente queria se tornar um jogador de futebol profissional antes de começar a atuar.

## Filmografia

### Filmes
| Ano  | Título                        | Personagem        | Notas |
| ---- | ----------------------------- | ----------------- | ----- |
| 2007 | Meet Bill                     | Garoto com câncer |       |
| 2007 | Alice Upside Down             | Colega de classe  |       |
| 2009 | Alabama Moon                  | Hal Mitchell      |       |
| 2011 | Super 8                       | Martin            |       |
| 2013 | The Kings of Summer           | Patrick Keenan    |       |
| 2015 | Barely Lethal                 | Gooch / Bernard   |       |
| 2015 | The Hive                      | Adam              |       |
| 2015 | Anatomy of the Tide           | Kyle Waterman     |       |
| 2015 | Ithaca                        | Tobey George      |       |
| 2016 | The Whole Truth               | Mike Lassiter     |       |
| 2016 | American Wrestler: The Wizard | Jimmy Petersen    |       |
| 2020 | Hillbilly Elegy               | J. D. Vance       |       |

### Televisão
| Ano       | Título                         | Personagem           | Notas                                 |
| --------- | ------------------------------ | -------------------- | ------------------------------------- |
| 2009      | iCarly                         | Falso Freddie        | Episódio "iLook Alike"                |
| 2009      | Eastwick                       | Elliot               | Episódio "Magic Snow and Creepy Gene" |
| 2009      | Ghost Town                     | Marley               | Elenco principal; web-serie           |
| 2010      | The Middle                     | Rodney Glossner      | Episódio "The Neighbor"               |
| 2010-2013 | The Big C                      | Adam Jaminson        | Elenco principal                      |
| 2010      | O Susto de Shrek               | Adolescente #1       | Voz; curta-metragem                   |
| 2011      | R.L. Stine's The Haunting Hour | Teddy                | Episódio "Lights Out"                 |
| 2012      | BlackBoxTV                     | Jesse                | Episódio "Silverwood: Sleepover"      |
| 2012      | Perception                     | Billy Mitchell       | Episódio "Kilimanjaro"                |
| 2014      | The Read Road                  | Brian Jensen         | Episódio "Snaring of the Sun"         |
| 2023      | The Night Agent                | Peter Sutherland Jr. | Todos os Episódios                    |

### Web
| Ano       | Título     | Papel  | Notas                 |
| --------- | ---------- | ------ | --------------------- |
| 2008–2009 | Ghost Town | Marley | 10 episódios          |
| 2012      | Silverwood | Jesse  | Episódio: "Sleepover" |